# NGC 124
NGC 124 este o galaxie spirală localizată în constelația Balena. A fost descoperită în 23.09.1867 de către Truman Henry Safford.